# Sint-Audoënuskerk
De Sint-Audoënuskerk (Frans: église Saint-Ouen) is een rooms-katholiek kerkgebouw in de Belgische deelgemeente Tillet, gelegen in de gemeente Sainte-Ode in Luxemburg. Het gebouw uit 1953 verving een ouder kerkgebouw dat tijdens de Slag om de Ardennen werd verwoest.

## Geschiedenis
Aan het einde van de 19e eeuw werd in Tillet een kerk gebouwd naar een ontwerp van architect Cupper. Dit gebouw werd in december 1944 verwoest tijdens de Slag om de Ardennen en vervolgens gesloopt in 1945. De eerste steen voor een nieuw kerkgebouw, ontworpen door architect Victor Sarlet de Marloie, werd gelegd op 11 mei 1953, waarna de kerk later dat jaar in gebruik werd genomen.

## Kerkgebouw
De kerk is ontworpen in een modernistisch traditionele stijl. Het ruime schip is toegankelijk via een eenvoudig portaal in de noordgevel en sluit in het oosten af met een vierkant koor en halfronde apsis.
De glas in loodramen zijn vervaardigd door Maurice Rocher de Versailles en een monumentale schildering in de kerk is gemaakt door de schilder Louis-Marie Londot.
Opmerkelijk is de klokkentoren die losstaat van het kerkgebouw. In de toren hangt een klok die nog afkomstig is uit de oude kerk en de verwoesting heeft overleefd, doordat deze tijdens de Tweede Wereldoorlog al eerder uit de toren was gehaald om omgesmolten te worden, maar wat uiteindelijk niet was gebeurd. Het betreft een bronzen klok uit 1861 met neogotische decoraties. Op de toren staat sinds mei 1954 een windhaan welke in 2012 werd gerestaureerd.
Naast de kerk bevindt zich een gedenkteken voor de plaatselijke slachtoffers van de Eerste WereldoorlogEerste en Tweede Wereldoorlog.